# Asthena albidaria
Asthena albidaria es una especie de polilla de la familia Geometridae. La especie fue descrita por primera vez por John Henry Leech en 1897, con distribución en el oeste de China.

## Descripción
Es una polilla de color blanco amarillento sedoso, de mayor tamaño que la de la A. ochrifasciaria, una de las más grandes del género. El ala anterior presenta un pequeño punto celular negro. Ambas alas presentan una línea media que recuerda a la de ciertas especies Scopula. El envés de las alas cuenta con líneas de color gris mucho más oscuro y más gruesas que la parte superior.